# România literară
 România literară  este o revistă culturală și literară din România. A fost înființată în 1855, sub direcția lui Vasile Alecsandri și a apărut la Iași de la 1 ianuarie 1855 până la 3 decembrie 1855, când a fost suprimată. 
Actuala serie, începută în 1968, este editată de Uniunea Scriitorilor din România cu sprijinul Ministerului Culturii. 

## Seria actuală
Seria nouă a apărut începând din 10 octombrie 1968, fiind o continuare a Gazetei literare, apărută în 1954, ca principala publicație a Uniunii Scriitorilor.
Redactori-șef au fost Geo Dumitrescu (1968-1970), Nicolae Breban (1970-1971), George Ivașcu (1971-1988). Între anii 1988-1989 a fost coordonator al revistei D. R. Popescu. Din anul 1990, directorul revistei este Nicolae Manolescu.
Dintre cei care semnează în prezent (2023) în România literară se numără nume precum: Nicolae Manolescu (director), Gabriel Chifu (director executiv), Răzvan Voncu (redactor-șef), CRistian Pătrășconiu (redactor), Angelo Mitchievici, Vasile Spiridon (redactori asociați), Mircea Mihăieș, Nicolae Prelipceanu, Toma Pavel, Al. Călinescu, Gh. Grigurcu, Alexandra Mănescu, Adrian Alui Gheorghe, Horia Gârbea, Adrian Lesenciuc, Nicolae Oprea, Marina Constantinescu, Cătălin Davidescu. Au mai colaborat în trecut: Sorin Lavric, Ioana Pârvulescu, Mihai Zamfir, Daniel Cristea-Enache, Gheorghe Grigurcu, Ion Simuț, Rodica Zafiu, Nora Iuga, Șerban Foarță, Leo Butnaru, Mihai Zamfir și Cristian Teodorescu. Criticul Alex Ștefănescu a fost colaborator de lungă durată, până și-a dat demisia pentru scoaterea de către Manolescu a unui text critic la adresa politicii culturale a guvernului Ponta.